# إيغور لولو
إيغور لولو (بالفرنسية: Igor Lolo) (مواليد 22 يوليو 1982 في أدزوبي - ساحل العاج) لاعب كرة قدم عاجي يلعب حاليا لصالح نادي الدرجة الأولى موناكو الفرنسي منذ 2009 في مركز قلب الدفاع .

## روابط خارجية
- إيغور لولو على موقع الاتحاد الدولي (مؤرشف)  (الإنجليزية)
- إيغور لولو على موقع اتحاد أوكرانيا (الإنجليزية)
- إيغور لولو على موقع رابطة كرة القدم الفرنسية للمحترفين (الإنجليزية)
- إيغور لولو على موقع قاعدة بيانات كرة القدم.إي يو (الإنجليزية)
- إيغور لولو على موقع ليكيب (الفرنسية)
- إيغور لولو على موقع ناشيونال فوتبول تيمز (الإنجليزية)
- إيغور لولو على موقع Soccerbase.com (لاعب) (الإنجليزية)
- إيغور لولو على موقع Soccerway.com (الإنجليزية)
- إيغور لولو على موقع عالم كرة القدم.نت (الإنجليزية)
- إيغور لولو على موقع كووورة